# Белый шейх
«Белый Шейх» (итал. Lo Sceicco Bianco) — автобиографический художественный фильм итальянского кинорежиссёра Федерико Феллини.

## Сюжет
Семейная пара обычных итальянцев отправляется в Рим. Муж хочет представить жену своим родственникам. В это время в окрестностях Рима снимают сериальный фотокомикс для популярного журнала, посвящённый похождениям отважного Белого Шейха. Главного героя изображает актёр, в которого заочно влюблена жена из этой семейной пары. Ей удаётся обмануть мужа и убежать из гостиничного номера, чтобы повидаться с любимым актёром. Муж пытается найти свою жену. А она в это время успевает сняться для фотокомикса и разочароваться в своём кумире — в жизни он оказался совсем не таким, каким она себе его представляла.

## В ролях
- Альберто Сорди — Фернандо Риволи
- Брунелла Бово — Ванда Кавалли
- Леопольдо Триесте — Иван Кавалли
- Джульетта Мазина — Кабирия
- Лилия Ланди — Фельга

## Съёмочная группа
- Авторы сценария: Микеланджело Антониони, Энио Флаиано, Туллио Пинелли
- Режиссёр: Федерико Феллини
- Операторы: Артуро Галлеа, Леонида Барбони
- Композитор: Нино Рота
- Продюсер: Луиджи Ровере